# Malženice
Malženice (deutsch Malschenitz, ungarisch Maniga) ist eine Gemeinde im Westen der Slowakei, mit 1507 Einwohnern (Stand 31. Dezember 2024). Sie gehört zum Okres Trnava, einem Unterteil des Trnavský kraj.

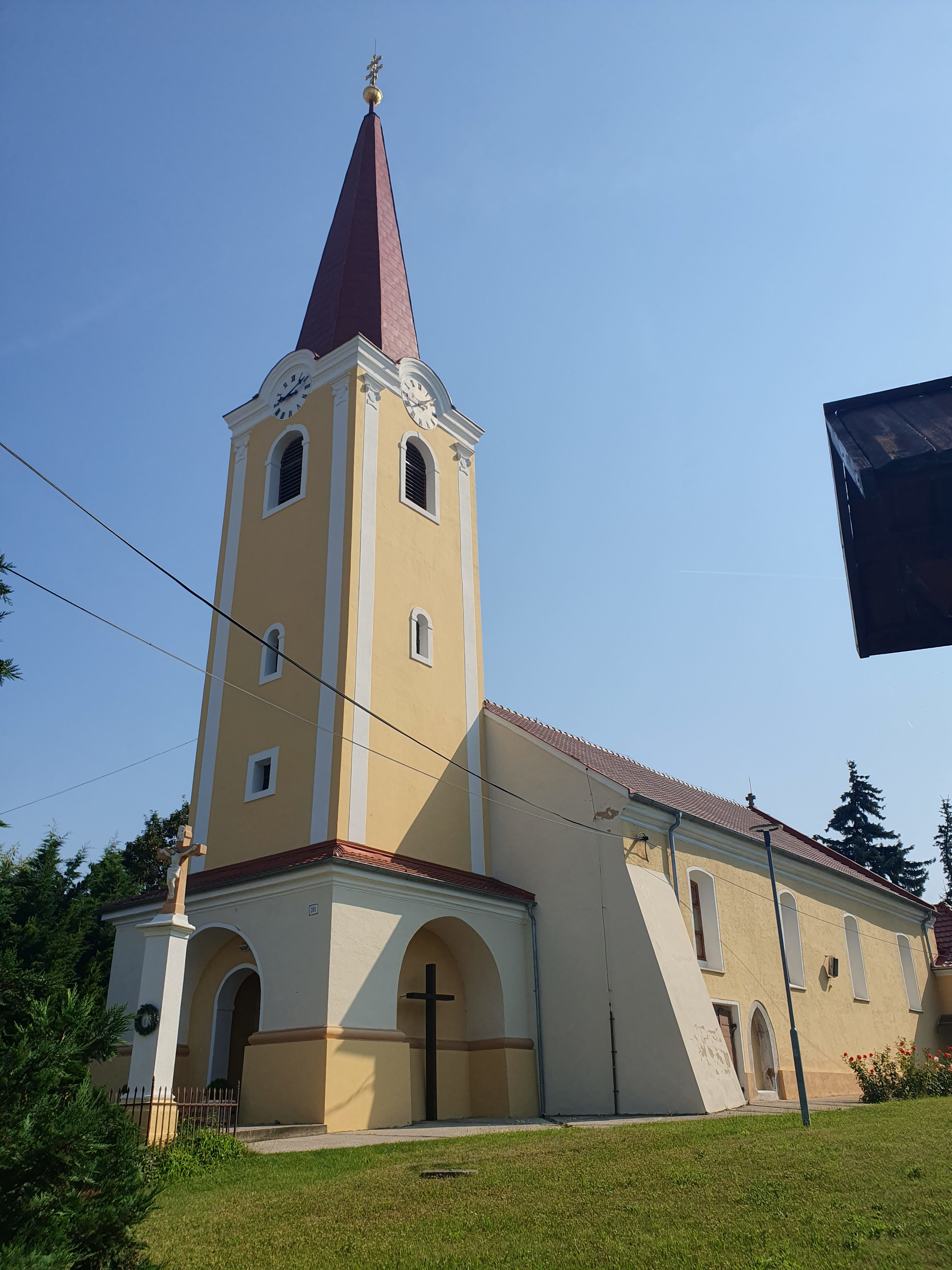
Mariä-Himmelfahrt-Kirche

## Geographie
Malženice liegt im Donauhügelland, einem Teil des slowakischen Donautieflands am Bach Blava, 10 Kilometer von Trnava und 12 Kilometer von Hlohovec entfernt.

## Geschichte
Der Ort wurde zum ersten Mal 1113 in den Zoborer Urkunden schriftlich erwähnt. Am Anfang des 13. Jahrhunderts gehörte er zum Johanniterorden, dann zu verschiedenen Grundbesitzern. 1756 wurde der Ort für einige Zeit zum Städtchen.

## Bevölkerung
| Jahr                | 1994 | 2004     | 2014     | 2024    |
| ------------------- | ---- | -------- | -------- | ------- |
| Anzahl der Personen | 1017 | 1266     | 1428     | 1507    |
| Unterschied         |      | +24,48 % | +12,79 % | +5,53 % |

| Jahr                | 2023 | 2024    |
| ------------------- | ---- | ------- |
| Anzahl der Personen | 1534 | 1507    |
| Unterschied         |      | −1,76 % |

## Sehenswürdigkeiten
- römisch-katholische Kirche, ursprünglich im 13. Jahrhundert im romanischen Stil gebaut, im 17. Jahrhundert im Renaissance-Stil in eine dreischiffige Kirche umgebaut

## Wirtschaft
Das von E.ON Kraftwerke betriebene Gas-und-Dampf-Kombikraftwerk Malženice befindet sich außerhalb des Ortes in der Nachbargemeinde Trakovice.